# Ras de Rashid
Ras de Rashid (n. Madrid, siglo XX) es un ilustrador español, reconocido por sus mujeres sin rostro y de frondosa melena roja.

## Biografía

### Inicios
Nacido y criado en el madrileño barrio de Carabanchel, nunca ha desvelado su fecha de nacimiento, autor de formación autodidacta, dice haber dibujado desde que tiene uso de conciencia. En su adolescencia se refuerza su interés en el dibujo como profesión, especialmente motivado por el interés que despertó en el director artístico de Planeta deAgostini, Pere Olive. Desarrolló su estilo de dibujo copiando páginas completas de cómics, de autores como Alan Davis, Adam Hughes, Andrew Robinson o Chris Bachalo;  ya cursando bachillerato artístico en Colegio Lourdes de Madrid, descubre la obra de artistas como Gustav Klimt, René Magritte, Egon Schiele o Alphonse Mucha, que también hacen mella en su estilo. Su primera exposición fue en el año 2002, como trabajo de fin de curso para el primer año del bachiller, en un recién inaugurado Salon d'Apodaca. Presentaba una colección de primerizas ilustraciones en blanco y negro, de estilo cubista y de temáticas surrealistas. Le seguiría ese mismo año la exposición en la desaparecida sala Madragoa,  y tras ser seleccionado por la también desaparecida Red de Arte Joven de la Comunidad de Madrid expondria en el Centro Cultural Paco Rabal (diciembre de 2003) y  en la Biblioteca Central (mayo de 2004). 

### Break, unos años sin dibujar (2004 a 2011)
Debido a frustraciones personales como dibujante, y a una interesante oportunidad profesional, deja de dibujar durante unos años. Pasa a formar parte de la plantilla de la discográfica Subterfuge Records, más tarde fundaría Gas-Oil Records, pasa a trabajar en la serie de televisión HKM producida por Notro Films para Cuatro, y tras esta aventura televisiva funda su propia empresa de servicios musicales para televisión. En su última etapa en el mundo de la música forma parte de Fashion Beat Team (junto a Le Flaco, Ed is Dead y 1101vs13) y Dremen (para quienes también  creó la estética visual del Final Boss  . Estos años en el sector musical le da la oportunidad de trabajar con artistas como Andrés Lewin, Marlango, Aviador Dro, Ellos, Marta Sánchez, Dj Nano, (entre muchísimos otros) y fichar artistas como Elio Toffana, Cycle, Humbert Humbert o Spunkfool.

### Pelirrojas (2011 - Actualidad)
En el 2011, motivado por diferentes cambios en su vida personal, retoma los lápices, y como ejercicio de calentamiento da a luz la primera de las pelirrojas. A las que le han seguido  centenares de ilustraciones que ha creado, todas ellas inspiradas y dedicadas a la mujer, en situaciones cotidianas, del día a día, miradas con respeto y admiración. Todas ellas sin rostro y de melena roja, como seña de su carácter. Serían presentadas en la exposición que se inauguró en abril de 2013 en el café María Pandora. En su primera etapa, apenas insinuaba las siluetas de la figura humana, dejándolas en ocasiones inconclusas, especialmente de pies y manos. abusaba del fondo blanco, y las curvas que representaba eran algo forzadas e incluso exageradas. Poco a poco evolucionó, y comenzó a incluir tímidos fondos, carentes de perspectiva, hasta que en el 2017 sus ilustraciones crecen, creando fondos con estudiadas perspectivas, muy ricas en detalles, y las figuras que representa son más próximas a la realidad. Su obra se podría calificar de feminista.  Sus ilustraciones se han podido ver en diferentes formatos, como tazas, pañuelos de seda, libretas, tote bags, Funko Pops (custom), marcapaginas, camisetas, postales....  y decoran lugares de España, Chile, Francia, Estados Unidos, Argentina, México, Holanda, Japón, Polonia, Marruecos, Israel y Reino Unido. E ilustró el poemario de Luis Miguel Madrid "Un Gol en la frente"

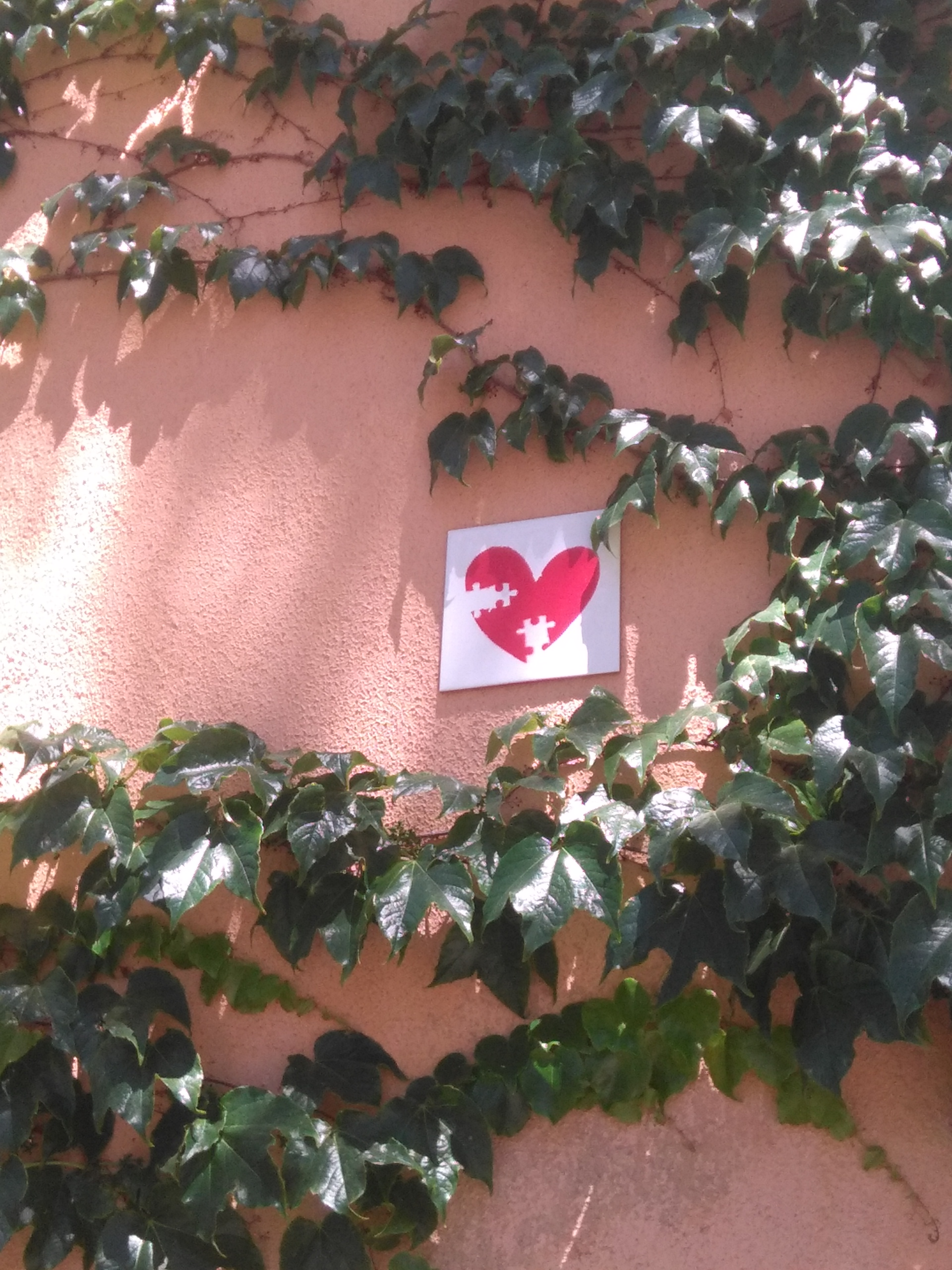

Actualmente reside en barrio de Las Vistillas de Madrid, y se dedica a realizar ilustraciones por encargo, principalmente para coleccionistas y particulares. En septiembre de 2018 publicó una primera recopilación en papel de su trabajo, que recoge ilustraciones creadas entre el 2013 y el 2018, bajo el título "Pelirrojas 2013-2018".
En 2019 crea su "corazón despiezado", un corazón rojo, al que le faltan piezas, como si de un puzle se tratara, impresos sobre azulejos blancos. Se pueden encontrar en las fachadas de varios edificios de la zona centro de Madrid y Campo de Criptana. 

## Obra

##### Exposiciones
- Junio 2002 - Le Salon D'Apodaca (Madrid)
- Septiembre 2002 - Sala Madragoa (Madrid)
- Abril 2003 - Café Palma 3 (Madrid)
- Diciembre 2003 - Centro Cultural Paco Rabal (Madrid)
- Mayo 2004 - Biblioteca Central (Madrid)
- Julio 2004 - Le Salon D'Apodaca (Madrid)
- Septiembre 2012 - Café María Pandora  (Madrid) Colección "Mujeres"
- Octubre 2012 - Le salon d´Apodaca (Madrid) Colección "Mujeres at le salon"
- Abril 2013 - Café  María Pandora (Madrid) Colección "Voyeur"
- Septiembre 2015 - Ravemarket (Madrid)
- Noviembre 2018 - Café María Pandora (Madrid) con motivo de la presentación del libro "Pelirrojas 2013-2018"
- Abril 2019 - Molino de viento del siglo XVI Inca Garcilaso (Campo de Criptana, Ciudad Real) Festival FascinArte 2019

##### Exposiciones colectivas
- Septiembre 2017 - Martians Go Home! Galería Amen (Madrid)

##### Colaboraciones
- Octubre 2012 - Portada del álbum "Final Boss" de Dremen
- Noviembre 2012 - Cartel para el concierto "Dremen Day" de Dremen
- Octubre 2014 - Ilustraciones para el poemario "Un gol en la frente" de Luis Miguel Madrid, editado por Bohodón Ediciones
- Septiembre 2015 - Cartel para el mercadillo de moda vintage y tendencias Ravemarket
- Agosto 2017 - Mosaico decorativo para el Café María Pandora (Madrid)
- Febrero 2018 - Colección de marcapaginas para la cadena de librerías Generación X
- Febrero 2019 - Restauración de la fachada del Club Tupperware (Madrid) del artista 3ttman
- Abril 2019 - Cartel para el festival FascinArte 2019